# Le Marais-la-Chapelle

Le Marais-la-Chapelle este o comună în departamentul Calvados, Franța. În 1 ianuarie 2022 avea o populație de 95 de locuitori.